# 蓬托
蓬托是瑞士的城鎮，位於該國西部，由弗里堡州負責管轄，面積5.92平方公里，海拔高度650米，2011年人口659，八成半人口信奉羅馬天主教，人口密度每平方公里111人。